# 안나 시도로바
안나 블라디미로브나 시도로바(러시아어: Анна Владимировна Сидорова, 1991년 2월 6일 ~ )는 러시아의 여자 컬링 선수이다.
그녀는 캐나다 밴쿠버에서 열린 2010년 동계 올림픽에 러시아 여자 대표팀의 서드로 선발되었다. 본래는 다른 선수가 뽑히기로 하였으나 그 선수 대신에 뽑히게 되었다. 러시아 소치에서 열린 2014년 동계 올림픽에도 러시아 여자 대표팀 선수로 출전하였고 포지션은 스킵이다.

## 팀
2014년 소치 올림픽
마가리타 포미나, 서드
알렉산드라 사이토바, 세컨드
예카테리나 갈키나, 리드
느케이루카 예제흐, 후보